# Мария (Йевер)
Вижте пояснителната страница за други личности с името Мария.
Мария фон Йевер, Госпожица Мария (на немски: Maria von Jever, Fräulein Maria, * 5 септември 1500, Йевер, † 20 февруари 1575, Йевер) е от 1531 г. последната регентка на Господство Йевер от рода на вождовете Дом Вимкен.

## Произход и управление
Тя е третото дете на вожд Едо Вимкен Млади (1454 – 1511) и втората му съпруга Хайлвиг фон Олденбург (1473 – 1502), дъщеря на граф Герд Храбри (1430 – 1500) от Графство Олденбург и сестра на граф Йохан V.
След смъртта на баща ѝ нейният чичо Йохан V поема опекунството и назначава пет селски вождове да се грижат за Мария и сестрите ѝ Анна (1499 – 1536) и Доротея (* 1501). Брат ѝ Христоф получава рицарско обучение в двора на Люнебург.
Нейният брат Христоф умира ненадейно през 1517 г. на 18 години. Мария поема управлението през 1531 г. През 1536 г. тя издига Йевер на град и го прави своя резиденция. Нейният годеник Боинг фон Олдерсум умира на 12 ноември 1540 г. Тя не се омъжва до края на живота си.
През 1572/73 г. Мария завещава Господство Йевер на графовете на Олденбург. Мария умира през 1575 г. Нейната смърт се крие, държат я заключена в стаята, докато дойде наследника ѝ Йохан VII.